# Стаффорд, Джон (архиепископ Кентерберийский)
Джон Стаффорд (ум. 25 мая 1452, Мейдстон, Кент) — английский церковный и государственный деятель, епископ Бата и Уэлса в 1425—1443 годах, архиепископ Кентерберийский с 1443 по 1452 год. Лорд-хранитель Малой печати при королях Генрихе V и Генрихе VI, лорд-казначей в 1422—1426 и лорд-канцлер в 1432—1450 годах. Соратник вначале Генри Бофорта, а позже маркиза Саффолка.

## Биография
Джон Стаффорд был сыном Хамфри Стаффорда из Саутвик-Корта (Уилтшир) и некой Эммы из Норт-Брэдли. Его мать позднее стала монахиней приората Святой Троицы в Кентербери и до самой смерти пользовалась финансовой поддержкой сына. Законный сын Хамфри Стаффорда от первого брака, носивший то же имя и прозвище Серебрянорукий (англ. of the Silver Hand), упоминал, что его единокровный брат был рождён вне брака.
Джон получил образование в Оксфордском университете, который не позднее 1413 года окончил со степенью доктора гражданского права. В 1419 году он стал вначале членом апелляционного церковного суда (англ. Dean of Arches), а затем, в сентябре, архидиаконом Солсбери. В 1421 году назначен управляющим делами епархии Солсбери, а в мае того же года — хранителем Малой королевской печати. Этот пост оставили за Стаффордом и после смерти короля Генриха V, а в декабре 1422 года он занял более высокий пост лорда-казначея, одновременно став благочинным прихода Сент-Мартин-ин-зе-Филдс в Лондоне.
Продолжая движение вверх в церковной иерархии, в сентябре 1423 года Стаффорд был назначен благочинным Уэлса, а на следующий год получил пребенду в Стоу-ин-Линдси (Линкольншир). Благодаря политическим связям с канцлером Генри Бофортом 12 мая 1425 года был избран епископом Бата и Уэлса. Сан епископа позволил Стаффорду войти в совет лордов, управляющий страной до совершеннолетия короля Генриха VI, однако в марте 1426 года он, одновременно с отставкой Бофорта с поста канцлера, был вынужден уйти с поста лорда-казначея.
В дальнейшем Стаффорд вторично получил должность лорда-хранителя Малой печати; это произошло не позднее 11 июля 1428 года. В 1430 году в этом качестве он сопровождал молодого короля во Францию в 1430 году, а по возвращении, в марте 1432 года, был назначен канцлером. Стаффорд, занимавший этот пост в течение 18 лет, стал первым в истории Англии, кто именовался «лордом-канцлером». В должности канцлера он продолжал поддерживать политическую линию Бофорта, но в целом в публичной жизни принимал относительно мало участия.
В мае 1443 года Стаффорд был назначен архиепископом Кентерберийским, одновременно сохраняя за собой пост канцлера. Обзаводясь новыми политическими связями в дополнение к старым, он вместе с Уильямом де ла Полем, графом Саффолком вёл переговоры о женитьбе короля и 22 апреля 1445 года обвенчал Генриха VI с его невестой.
Будучи, как пишет историк Дж. Г. Рамсей, осторожным и опытным администратором, Стаффорд сумел сделаться незаменимым для молодого короля. Он не был, однако, таким ярым сторонником мира во Франции, как хотелось бы Генриху, а во внутренней политике предпочитал лавировать между лагерями Саффолка и Глостера. Он сохранял за собой пост канцлера до января 1450 года, когда подал в отставку в результате кризиса, кульминацией которого стало падение Саффолка. Несмотря на это, архиепископ сохранил значительное влияние и в августе того же года входил в состав суда, выносившего приговор участникам мятежа Джека Кэда. Он умер в Мейдстоне в мае 1452 года и был похоронен в Кентерберийском соборе. По утверждению племянника архиепископа, графа Девона, Джон Стаффорд прижил с монахиней незаконнорожденного ребёнка, однако доказательств этого обвинения нет.